# Pygathrix nigripes
O douc-de-canelas-pretas (Pygathrix nigripes) é uma das 3 espécies de Pygathrix. É encontrado no Vietname e no Camboja.

## Estado de conservação
Esta espécie foi listada como "em perigo"  pois houve um declíneo de mais de 50% nos últimos 30 a 36 anos, devido à perda de habitat e à caça ilegal.